# Georgij Merkulov
Georgij Gennadjevitj Merkulov, ryska: Георгий Геннадьевич Меркулов, född 10 oktober 2000, är en rysk professionell ishockeyforward som är kontrakterad till Boston Bruins i National Hockey League (NHL) och spelar för Providence Bruins i American Hockey League (AHL).
Han har tidigare spelat för HK Tambov i Vyssjaja chokkejnaja liga (VHL); Ohio State Buckeyes i National Collegiate Athletic Association (NCAA); Youngstown Phantoms i United States Hockey League (USHL) samt Kapitan Stupino i Molodjozjnaja chokkejnaja liga (MHL).
Merkulov blev aldrig NHL-draftad.

## Statistik
| 2017–2018   | Kapitan Stupino     | MHL         | 34  | 4  | 9  | 13 | 18 | — | — | — | — | — |
| 2018–2019   | Kapitan Stupino     | MHL         | 64  | 22 | 24 | 46 | 18 | — | — | — | — | — |
| 2019–2020   | HK Tambov           | VHL         | 6   | 0  | 0  | 0  | 0  | — | — | — | — | — |
|             | Kapitan Stupino     | MHL         | 10  | 1  | 1  | 2  | 6  | — | — | — | — | — |
|             | Youngstown Phantoms | USHL        | 36  | 6  | 27 | 33 | 4  | — | — | — | — | — |
| 2020–2021   | Youngstown Phantoms | USHL        | 38  | 14 | 26 | 40 | 14 | — | — | — | — | — |
| 2021–2022   | Ohio State Buckeyes | NCAA        | 36  | 20 | 14 | 34 | 10 | — | — | — | — | — |
|             | Providence Bruins   | AHL         | 8   | 1  | 4  | 5  | 8  | 1 | 0 | 0 | 0 | 0 |
| 2022–2023   | Providence Bruins   | AHL         | 67  | 24 | 31 | 55 | 26 | 4 | 0 | 1 | 1 | 0 |
| 2023–2024   | Boston Bruins       | NHL         | 1   | 0  | 0  | 0  | 0  | — | — | — | — | — |
|             | Providence Bruins   | AHL         | 31  | 14 | 16 | 30 | 6  | — | — | — | — | — |
| NHL totalt  | NHL totalt          | NHL totalt  | 1   | 0  | 0  | 0  | 0  | — | — | — | — | — |
| AHL totalt  | AHL totalt          | AHL totalt  | 106 | 39 | 51 | 90 | 40 | 5 | 0 | 1 | 1 | 0 |
| USHL totalt | USHL totalt         | USHL totalt | 74  | 20 | 53 | 73 | 18 | — | — | — | — | — |
| MHL totalt  | MHL totalt          | MHL totalt  | 108 | 27 | 34 | 61 | 42 | — | — | — | — | — |